# Honda Orthia
Honda Orthia – auto produkowane na podstawie VI generacji Hondy Civic. Ukazał się w lutym 1996. Auto produkowano także pod nazwą Honda Partner II do 2005. W 1999 auto poddano faceliftingowi.